# 本城清右衛門
本城 清右衛門（ほんじょう せいえもん、生没年不詳）は、日本の建築技師。
1883年（明治16年）、皇居御造営事務局御用掛を拝命し、その後も残務掛専務、五等匠手、内匠五等技手を経て内匠寮にとどまった。1892年（明治25年）竣工の内大臣官舎などの工事を手がけた。